# Тео Грем
Тео Фарріс Лі Грем (англ. Theo Farris Lee Graham) — британський актор. Свою популярність здобув завдяки ролі Хантера МакКвіна в серіалі «Голіокс» для E4, яка принесла йому нагороду та номінацію на British Soap Awards.

## Молодість і освіта
Грем з Манчестера. Він відвідував римсько-католицьку середню школу Святого Петра, а потім здобув розширений диплом BTEC у сфері виконавських мистецтв у Манчестерському коледжі.

## Кар'єра
Грем вперше з'явився в мильній опері BBC One «Лікарі» як Вейд Бентон в епізоді 2015 року. Потім він повернувся в 2016 році для арки з п'яти епізодів в ролі Барні Тернера. Грем грав роль Хантера МакКвіна в мильній опері E4 «Голіокс» з 2016 по 2018 рік. За свою гру він отримав нагороду за найкраще екранне партнерство на British Soap Awards 2018 разом із Малік Томпсон-Двайер, а також був номінований на найкращу чоловічу роль .
У Грема були повторювані та допоміжні ролі в міні-серіалі ITV 2016 року «Короткі зустрічі» та 5- зірковому серіалі 2019 року «Клінк». Станом на 2021 рік Грем грає роль Дейна в серіалі Netflix «Доля: Сага Вінкс».

## Фільмографія
| Рік         | Назва            | Роль                       | Примітки              |
| ----------- | ---------------- | -------------------------- | --------------------- |
| 2014        | Все на море      | Бред                       | Епізод: «Вінок»       |
| 2015        | Звичайна брехня  | Молодий хлопець            | 1 епізод              |
| 2015–2016   | Лікарі           | Вейд Бентон / Барні Тернер | 6 серій               |
| 2015        | Мисливець        | Гері                       | Короткий фільм        |
| 2016–2018   | Холіоукс         | Хантер Макквін             | 125 серій             |
| 2016        | Короткі зустрічі | Річі                       |                       |
| 2017        | В темноті        | Малюк 1                    | міні-серіал; 1 епізод |
| 2019        | Клацніть         | PO Калеб Вільямс           | 3 епізоди             |
| 2021 — 2022 | Доля: Сага Вінкс | Дейн                       | 13 серій              |
| 2021        | Співмешкання     | Зак                        | Повторювана роль      |

## Нагороди та номінації
| Рік  | Нагорода            | Категорія                    | Робота   | Результат | Посилання |
| ---- | ------------------- | ---------------------------- | -------- | --------- | --------- |
| 2018 | British Soap Awards | Кращий актор                 | Голіоукс | Номінація | [ 13 ]    |
| 2018 | British Soap Awards | Найкраще екранне партнерство | Голіоукс | Перемога  | [ 14 ]    |